# 彎頭悅麗魚
彎頭悅麗魚，又稱弓頭寶麗鱼、鈍頭慈鯛，為輻鰭魚綱鱸形目隆頭魚亞目慈鯛科的其中一種。

## 分布
本魚分布南美洲巴西亞馬遜河支流的下游流域。

## 特徵
本魚頭部鈍，小而圓。體色從背部至腹部，分別為淺綠褐色和銀藍色。腹鰭具有延伸的鰭條。體長可達10公分。

## 生態
本魚棲息在河流和湖泊中，性情溫和，雜食性，以昆蟲、甲殼類、蠕蟲、果實等為食。

## 經濟利用
為小型的觀賞魚類。